# برل کلینک
برل کلینک (انگلیسی: Byrle Klinck; ۲۰ ژوئن ۱۹۳۴ – ۱۵ آوریل ۲۰۱۶) بازیکن هاکی روی یخ اهل کانادا بود.